# مطار فينه الدولي
مطار فينه الدولي (إياتا: VII، إيكاو: VVVH)(بالفيتنامية: Sân bay quốc tế Vinh)‏ هو مطار دولي يقع مدينة فينه، محافظة ني أن، فيتنام.تم بناء المطار من قبل الفرنسيين في 1937 وفي 2014 قامت الحكومة الفيتنامية ببناء صالة جديدة بسعة 3 ملايين مسافر سنويًا وبتكلفة تقدر بـ 800 مليار دونج فيتنامي.

## شركات الطيران والوجهات
| شركـات طيـران                         | الوجهات |
| ------------------------------------- | --- |
| بامبو إيرويز                          | Buon Ma Thuot ‏، مطار كن تاه الدولي، Con Dao ‏، مطار لين خونج، مطار نوي باي الدولي، مطار تان سون نهات الدولي، Quy Nhon ‏                      |
| Pacific Airlines ‏                     | مطار تان سون نهات الدولي، مطار كام رانه الدولي                                                                                             |
| خطوط فيت جيت                          | Buon Ma Thuot ‏، مطار كن تاه الدولي، مطار لين خونج، مطار دا نانغ الدولي، مطار تان سون نهات الدولي، مطار كام رانه الدولي، مطار فو كوك الدولي |
| الخطوط الجوية الفيتنامية              | Buon Ma Thuot ‏، مطار كن تاه الدولي، مطار لين خونج، مطار نوي باي الدولي، مطار تان سون نهات الدولي، مطار كام رانه الدولي، مطار فو كوك الدولي |
| الخطوط الجوية الفيتنامية تديرها VASCO | مطار نوي باي الدولي |